# O Pátio Maldito
O Pátio Maldito (no original, Prokleta avlija) é um romance de 1954 do escritor jugoslavo Ivo Andrić, o único Prémio Nobel da antiga Jugoslávia. Foi publicado em Lisboa pela  Editora Cavalo de Ferro em 2003, com tradução do original por Lúcia e Dejan Tiago Stankovic.

## Enredo
Frei Petar, um franciscano bósnio, é preso por engano e encarcerado na fortaleza de Yedikule, a prisão otomana de pior reputação de Istambul, "O Pátio Maldito". Nesta prisão cruzam-se assassinos, violadores, assaltantes, conspiradores, mas também inocentes e falsamente acusados de todas as classes e religiões, e de todas as partes do vasto império turco, cada qual com a sua própria história, e a todos o frade escuta.

## Análise
Este livro é considerado uma obra-prima da literatura sérvia, e é uma metáfora sobre a harmonia entre os homens em condições adversas. Andrić descreve os processos pelos quais a História se entranha na vida dos indivíduos e neles se reflecte, num eterno jogo entre o particular e o universal, ao mesmo tempo que põe a nu a raiz dos conflitos que têm assolado os Bálcãs ao longo dos séculos.

## Citação
Se quiseres saber o que vale um Estado e o seu governo, e qual é o seu futuro, é só ver quantos homens honestos e inocentes há nas prisões desse país e quantos criminosos e delinquentes em liberdade.